# Исаев, Иван Георгиевич
Иван Георгиевич Исаев (11 февраля 1861, Оренбургская губерния — 17 июня 1917, Витебская губерния) — генерал-лейтенант, начальник инженерного управления Иркутского военного округа (с 1914).

## Биография
Родился 11 февраля 1861 года на территории Оренбургского казачьего войска. Окончил Оренбургскую Неплюевскую военную гимназию, после чего поступил в Михайловское артиллерийское училище — окончил по первому разряду. Затем он стал студентом Николаевской инженерной академии, откуда выпустился в 1888 году, также по первому разряду.
1 сентября 1879 года приступил к воинской службе в Русской императорской армии. Спустя три неполных года, в начале августа 1882, стал сотником. В конце ноября 1887 года получил звание подъесаула, а в начале июля 1888 года — штабс-капитана. В конце апреля 1891 года был произведён в капитаны. В начале декабря 1895 года дослужился до подполковника, в ровно через четыре года — полковника. Первый генеральский чин (генерал-майора) был получен им в самом конце мая 1907 года, а в период Первой мировой войны стал генерал-лейтенантом (6 декабря 1914, «за отличие по службе»).
Проходил службу в Оренбургской казачьей конно-артиллерийской бригаде до 1885 года: состоял членом и делопроизводителем суда, созданной при Троицкой местной команде. Затем, с 1885 по 1888 год, числился в Николаевской инженерной академии. По окончании был направлен на службу в распоряжение начальника инженеров Туркестанского военного округа. Был «переименован в военные инженеры» одновременно с «переименованием в штабс-капитаны». В 1889 году был зачислен в штат окружного инженерного управления — обер-офицером для поверки смет и отчётов. После этого получил назначение на службу в Туркестанскую инженерную дистанцию — стал делопроизводителем строительной части окружного инженерного управления Туркестанского округа с середины августа 1894 года.
21 августа 1899 стал штабс-офицером для особых поручений Туркестанского окружного инженерного управления: с 6 по 24 августа был командирован в Чарджуй для освидетельствования окончания постройки Самаркандского участка Закаспийской железной дороги. А в декабре получил пост начальника Самаркандской инженерной дистанции. 28 июля 1902 года возглавил Ташкентскую инженерную дистанцию. С середины 1905 по конец 1908 года состоял на должности «инженера работ» Туркестанского военного округа. После этого покинул Среднюю Азию, получив под своё начало инженерные работы Севастопольской крепости (с 18 декабря 1908 года).
С середины ноября 1911 по начало апреля 1914 года состоял помощником начальника инженеров Виленского военного округа. Одним из его последних военных постов стала должность начальника инженерного управления Иркутского военного округа, занятая сразу после окончания службы в Вильно. На декабрь 1914 года он числился начальник окружного управления по квартирному довольствию войск Двинского округа (на июль 1916 состоял в том же чине и должности).
Скончался от инфаркта близ имения Лукишки в 1917 году и был похоронен в церкви Архиерейской дачи под Витебском.

## Награды
- Орден Святого Станислава 2 степени (1901)
- Орден Святого Владимира 3 степени (1903, по другим данным — 1909)
- Орден Святой Анны 2 степени (1905, по другим данным — 1904)[2]
- Орден Святого Владимира 4 степени (1906)
- Орден Святой Анны 3 степени (1897)
- Орден Святого Станислава 3 степени (1893)
- Орден Святого Станислава 1 степени (февраль 1915)[3]
- Орден Святой Анны 1 степени (апрель 1915)[3]
- Серебряная медаль «В память царствования императора Александра III» (1896)
- Медаль Красного Креста «В память русско-японской войны»
- Бухарский орден Золотой Звезды 2 степени (1897)

## Семья
Жена: Ольга Петровна Мальцева (ум. 1910) — сестра генерал-майора Н. П. Мальцева.
Сын: Владимир